# Pitkälänniemi kanal
Pitkälänniemi kanal (fi. Pitkälänniemen kanava) är 250 meter lång slusslös kanal i Varkaus i Norra Savolax. Pitkälänniemi kanal byggdes 1971–1972 som en del av Saimens djupled.